# Rydaholms socken
Rydaholms socken i Småland ingick i Östbo härad i Finnveden, ingår sedan 1971 i Värnamo kommun i Jönköpings län och motsvarar från 2016 Rydaholms distrikt.
Socknens areal är 216,77 kvadratkilometer, varav land 202,17. År 2000 fanns här 3 045 invånare. Tätorterna Horda och Rydaholm samt sockenkyrkan Rydaholms kyrka ligger i socknen. 

## Administrativ historik
Rydaholms socken har medeltida ursprung.
Vid kommunreformen 1862 övergick socknens ansvar för de kyrkliga frågorna till Rydaholms församling och för de borgerliga frågorna till Rydaholms landskommun. Landskommunen påverkades inte av kommunreformen 1952 och uppgick 1971 i Värnamo kommun.
1 januari 2016 inrättades distriktet Rydaholm, med samma omfattning som församlingen hade 1999/2000.  
Socknen har tillhört samma fögderier och domsagor som Östbo härad. De indelta soldaterna tillhörde Jönköpings regemente, Östbo kompani och Smålands grenadjärkår, Sunnerbo kompani.

## Geografi
Rydaholms socken ligger söder om sjöarna Furen, Lången, Kätteln och Rymmen. Socknen är en höglänt skogstrakt med odlingsbygd i den centrala delen.
I socknen finns ett stenbrott där man bryter diabas.

## Fornlämningar

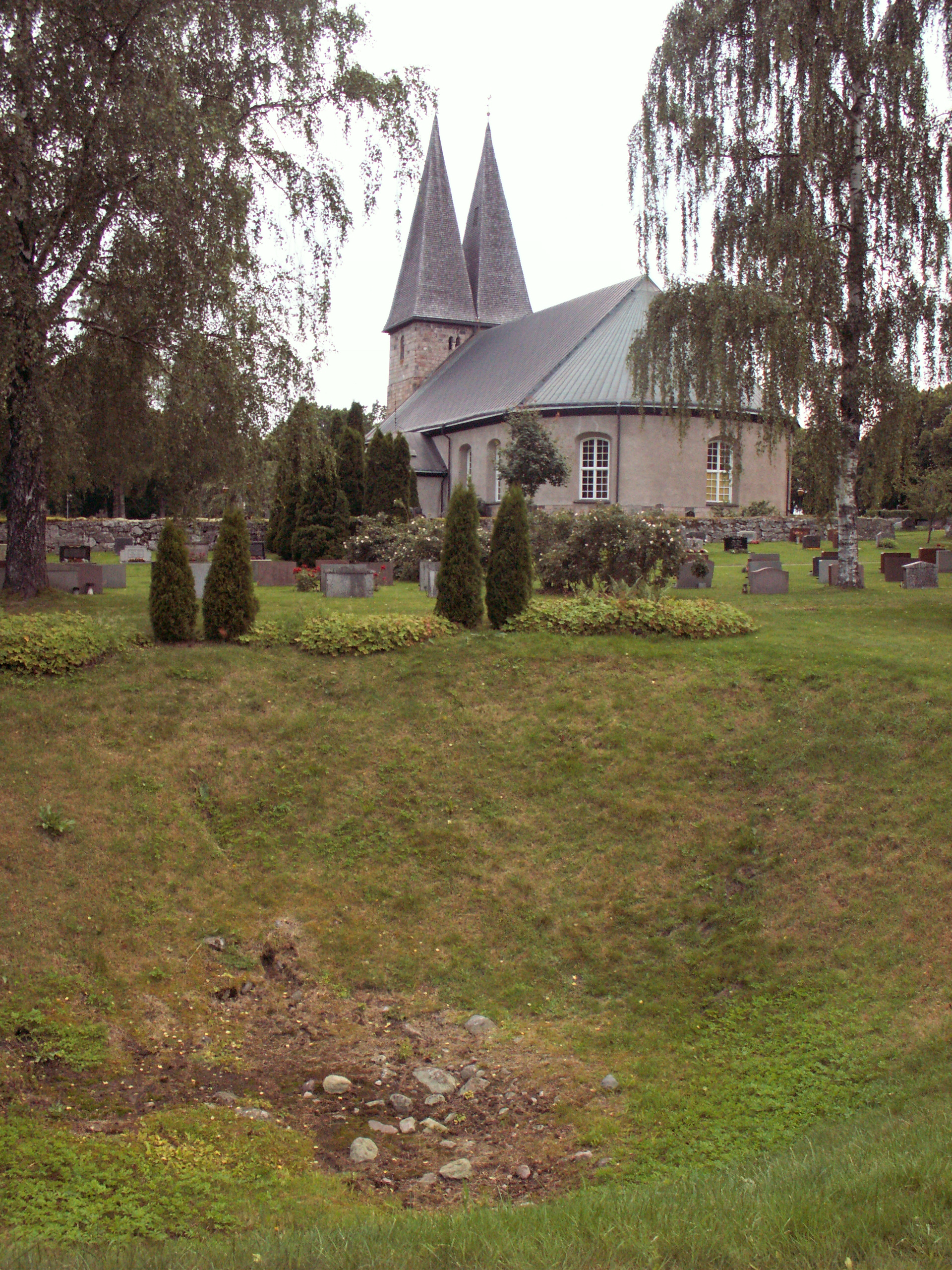
Rydaholms kyrka var för länge sedan omsluten av 2 vallar. Den yttre var ca 100×300 meter. Stora Hålan som är sex meter djup och har en diameter på 22 meter låg inom dessa vallar.
I Magnus Erikssons landslag från 1350 står att Rydaholm är en av 10 mönstringsplatser i Sverige. Vid mönstringen skulle alla soldater, deras hästar och deras utrustning kontrolleras. De skulle också visa sin ridskicklighet genom att rida upp och ner ur gropen.

Flera hällkistor från stenåldern, flera gravrösen från bronsåldern och ett tiotal järnåldersgravfält, en med en stor skeppssättning finns här. En offerkälla som kallas Magge finns också liksom sex runristningar, varav fyra vid kyrkan.

## Namnet
Namnet (1299 Rythaholm) har förledet ryd, röjning och efterledet holm, 'höjning i naturen'.

### Fotnoter
1. 1 2 3  Svensk Uppslagsbok andra upplagan 1947–1955: Rydaholm socken
2. 1 2  Harlén, Hans; Harlén Eivy (2003). Sverige från A till Ö: geografisk-historisk uppslagsbok. Stockholm: Kommentus. Libris 9337075. ISBN 91-7345-139-8
3. ↑  Administrativ historik för Rydaholm socken (Klicka på församlingsposten). Källa: Nationella arkivdatabasen, Riksarkivet.
4. ↑  Indelta soldater, torp och rotar i Jönköpings län Arkiverad 24 januari 2012 hämtat från the Wayback Machine. Jönköpingsbygdens Genealogiska Förening
5. 1 2  Sjögren, Otto (1931). Sverige geografisk beskrivning del 2 Östergötlands, Jönköpings, Kronobergs, Kalmar och Gotlands län. Stockholm: Wahlström & Widstrand. Libris 9939
6. 1 2 3  Nationalencyklopedin
7. ↑  Fornlämningar, Statens historiska museum: Rydaholms socken
8. ↑  Fornminnesregistret, Riksantikvarieämbetet: Rydaholms socken Fornminnen i socknen erhålls på kartan genom att skriva in sockennamn (utan "socken") i "Ange geografiskt område"